# Унголијант
Унголијант је лик из романа „Силмарилион“ Џ. Р. Р. Толкина. Била је облику чудовишног паука. Она је помогла Мелкору при уништавању Два Дрвета Валинора.

## Биографија лика
Унголијантино порекло је било непознато. По неким причама, дошла је из мрака који је окруживао Арду и настанила се у Аватару, најјужнијој и неистраженој области на југу континента Аман. Аватар је био хладан, мрачан и пун стрмих планина. Унголијант је тамо обитавала и плела своје црне мреже. Усисавала је светлост све док се није нашла у потпуној тами. Била је вечито гладна и „узимала је све за себе да нахрани своју празнину“.
У почетку, Мрачни господар Мелкор је завео Унголијант у своју службу, као и многа друга створења. Међутим, она га се одрекла и побегла у Аватар, јер је хтела да буде свој сопствени господар. Област у којој је живела била је дуго занемарена и напуштена, те је Валари, који су живели северно, нису тражили и узнемиравали.
Мелкор је био заробљен и одведен у Валинор, земљу Валара, где је три доба провео у заточеништву. Када је напокон ослобођен и помилован, правио се да се покајао због својих недела, али је тајно почео да планира освету. Када је Вилењак Феанор одбио његово пријатељство и отерао га из свог дома, Мелкор је закључио да је време за то дошло. Зато је отпутовао у Аватар и нашао Унголијант. Затражио је њену помоћ. Међутим, Унголијант се бојала Валара и није желела да учествује у Мелкоровим плановима. Он јој је потом обећао све што њена вечита глад затражи. Тако ју је убедио да му се прикључи.
Унголијант је око Мелкора и себе исплела огртач тмине кроз који поглед није могао да прође. Њих двоје су стигли на врх планине Хијарментир и одатле се неопажени спустили у Валинор. Брзо су стигли до Два Дрвета, Телпериона и Лаурелина, који су давали светлост свету. Мелкор је прво својим копљем пробо оба Дрвета, а Унголијант је попила сав сок који је исцурио, истовремено убризгавши свој отров. Дрвеће се сасушило и умрло. Унголијант је такође попила сву воду из бунара Варде, избацујући притом црна испарења. Надула се до толике величине да се чак и Мелкор уплашио.
Како је Дрвеће умрло, тама је прекрила Валинор. Мелкор и Унголијант су отишли до тврђаве Форменос, где је Мрачни господар убио Узвишеног краља Нолдора Финвеа и украо све драгуље из ризнице, укључујући и Силмариле. Потом су њих двоје побегли на север, где су преко ледених пространстава прешли у Средњу земљу. Мелкор је хтео да побегне од Унголијант, али она га је пратила испод свог огртача тмине. Покушао је да се домогне свог утврђења Ангбанда, али га је она зауставила и затражила му још нешто да утоли њену глад. Мелкор је зато невољно морао да јој да све драгуље из Форменоса, које је она прогутала. Затим је затражила и Силмариле, које је Мелкор држао у стегнутој шаци. Он је одбио да јој их преда. Унголијант га је тада напала и исплела паучину око њега, покушавши да га задави. Мелкор је тада испустио крик који је призвао његове бивше слуге који су се и даље крили у Средњој земљи. Дошли су Балрози и напали Унголијант, која је побегла у страху од њихових ватрених бичева.
Унголијант се касније населила испод Еред Горгорота, Планина Ужасам у Нан Дунготербу, Долини Страшне Смрти. Тамо је окотила многа страшна пауколика створења, а истовремено их је прождирала. Касније је напустила то место и отишла на југ света, где је, по легенди, прождрала саму себе.

## Потомство
Шелоба, паук који је напао Фрода и Сема у Кирит Унголу, у роману „Две куле“, је била Унголијантин далеки потомак.